# جيمي ماكغريغور
جيمي ماكغريغور (بالإنجليزية: Jimmy McGregor)‏ هو لاعب كرة قدم ومدرب كرة قدم بريطاني في مركز الوسط، ولد في 31 مايو 1943. لعب مع نادي دمبرتون ونادي ستنهاوسموير ونادي ستيرلينغ ألبيون ونادي ستيرلينغشير الشرقية.